# You da One
You da One – drugi singiel barbadoskiej piosenkarki R&B Rihanny z jej szóstego albumu Talk That Talk. Piosenka miała swoją premierę na profilu artystki na Facebooku 11 listopada 2011 r., lecz będzie dostępna do pobrania 13 listopada 2011 r. Utwór został napisany przez Lukasza Gottwalda, Ester Deana, Johna Hilla i samą Rihannę.

## Okładka
Na okładce singla Rihanna ma zamknięte oczy, długie paznokcie oraz papierosa w ustach. Całość jest czarno-biała, z wyjątkiem litery „u” w napisie, która jest czerwona.

## Teledysk
Teledysk do piosenki został nakręcony 26 i 27 listopada 2011 w Północnej Irlandii. Premiera klipu odbyła się 23 grudnia 2011 za pośrednictwem Vevo. Teledysk jest czarno-biały. Na ekranie co jakiś czas pojawiają się słowa piosenki.
Jest to drugi teledysk, w którym artystka występuje sama.

## Personel
- tekst piosenki – Lukasz Gottwald, Ester Dean, John Hill, Robyn Fenty
- nagrywanie – Dr. Luke, Ester Dean

## Notowania
| Notowania                                | Najwyższa pozycja |
| ---------------------------------------- | ----------------- |
| Australia (Top 50 Singles)               | 26                |
| Austria (Ö3 Austria Top 40)              | 23                |
| Belgia (Flandria) (Ultratop 50 Singles)  | 39                |
| Belgia (Wallonia) (Ultratop 50 Singles)  | 50                |
| Francja (Top 200 Singles)                | 23                |
| Hiszpania (Top 50 Singles)               | 44                |
| Holandia (Single Top 100)                | 53                |
| Kanada (Canadian Hot 100)                | 12                |
| Norwegia (Top 20 Singles)                | 16                |
| Nowa Zelandia (Top 40 Singles)           | 10                |
| Szwecja (Top 60 Singles)                 | 17                |
| Szwajcaria (Singles Top 100)             | 36                |
| US (Billboard Hot 100)                   | 14                |
| US (Billboard Hot Dance Club Play Songs) | 1                 |
| US (Billboard Pop Sings)                 | 26                |

## Historia wydania
| Kraj          | Data              | Format                       | Wytwórnia                      |
| ------------- | ----------------- | ---------------------------- | ------------------------------ |
| USA           | 11 listopada 2011 | Premiera w radiu             | Def Jam Recordings             |
| Austalia      | 14 listopada 2011 | Digital download             | The Island Def Jam Music Group |
| Francja       | 14 listopada 2011 | Digital download             | The Island Def Jam Music Group |
| Hiszpania     | 14 listopada 2011 | Digital download             | The Island Def Jam Music Group |
| Nowa Zelandia | 14 listopada 2011 | Digital download             | The Island Def Jam Music Group |
| Polska        | 14 listopada 2011 | Digital download             | The Island Def Jam Music Group |
| Włochy        | 14 listopada 2011 | Digital download             | The Island Def Jam Music Group |
| Hiszpania     | 21 grudnia 2011   | Digital download – Remixes   | The Island Def Jam Music Group |
| Polska        | 21 grudnia 2011   | Digital download – Remixes   | The Island Def Jam Music Group |
| Włochy        | 21 grudnia 2011   | Digital download – Remixes   | The Island Def Jam Music Group |
| UK            | 27 grudnia 2011   | CD                           | Universal                      |
| USA           | 29 listopada 2011 | Mainstream and Rythmic radio | Def Jam Recordings             |
| USA           | 17 stycznia 2012  | Digital download – Remixes   | The Island Def Jam Music Group |
| Niemcy        | 27 stycznia       | CD                           | Def Jam Recordings             |